# ساشا بيغالكه

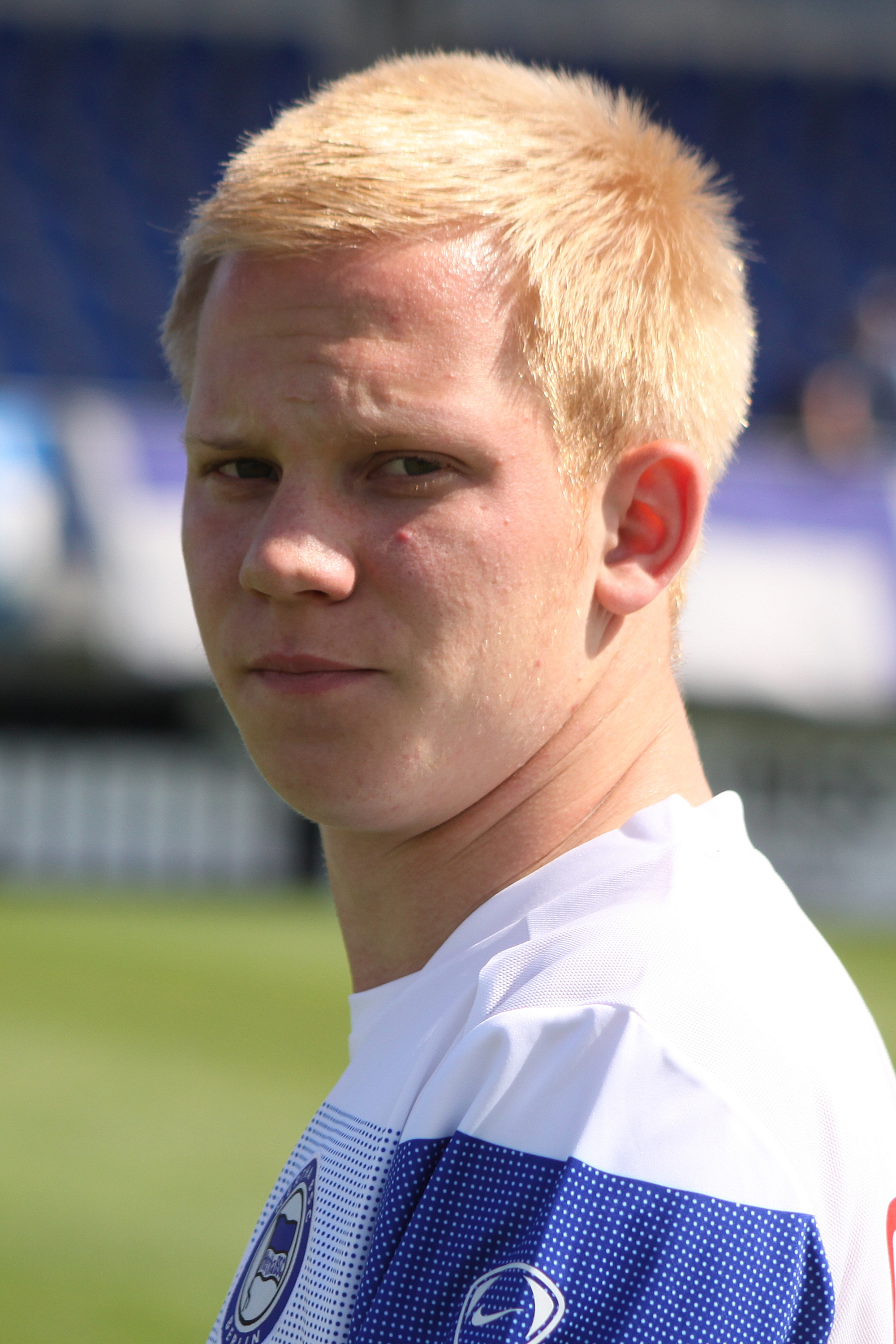
ساتشا بيغالكه

ساتشا بيغالكه (بالألمانية: Sascha Bigalke)‏ (مواليد 8 يناير 1990 في برلين - ألمانيا) لاعب كرة قدم ألماني يلعب حاليا لصالح نادي الدرجة الأولى هرتا برلين الألماني منذ 1999 في مركز الوسط المهاجم .

## روابط خارجية
- ساشا بيغالكه على موقع قاعدة بيانات كرة القدم.إي يو (الإنجليزية)
- ساشا بيغالكه على موقع بيانات كرة القدم. دي إي (الألمانية)
- ساشا بيغالكه على موقع Soccerway.com (الإنجليزية)
- ساشا بيغالكه على موقع عالم كرة القدم.نت (الإنجليزية)
- ساشا بيغالكه على موقع كووورة
- ساشا بيغالكه على موقع AS.com (الإسبانية)